# Evgenij Prigožin
Evgenij Viktorovič Prigožin (in russo Евге́ний Ви́кторович Приго́жин?; Leningrado, 1º giugno 1961 – Kuženkino, 23 agosto 2023) è stato un imprenditore, politico e comandante mercenario russo, che ha avuto stretti legami con il presidente russo Vladimir Putin, poi compromessi con la ribellione da lui guidata nel giugno 2023.
È stato definito «il Cuoco di Putin» in un articolo dell'Associated Press poiché possedeva svariati ristoranti e una società di catering che hanno ospitato cene a cui Vladimir Putin ha partecipato con dignitari stranieri. Secondo un'indagine di Bellingcat, The Insider e Der Spiegel, Prigožin controllava una serie di organizzazioni le cui operazioni «sono strettamente integrate con il Ministero della difesa russo e con il suo braccio di intelligence, il GRU». Tra le accuse che gli sono state mosse, vi è quella di interferenza nelle elezioni presidenziali americane del 2016 e nelle elezioni di medio termine del 2018 negli Stati Uniti. Gli sono state inflitte, assieme alle sue società e ai suoi associati, sanzioni economiche e accuse penali negli Stati Uniti.
Nel maggio 2014 ha fondato una compagnia militare privata e organizzazione paramilitare nota come Gruppo Wagner, che ha avuto un ruolo di spicco nell'espandere gli interessi economici e militari russi in Medio Oriente e in Africa. La compagnia ha preso parte all'invasione russa dell'Ucraina del 2022, partecipando in prima linea alla battaglia di Bachmut. Nel febbraio 2023 ha confermato di essere il fondatore dell'Internet Research Agency, un'agenzia che dal 2013 diffonde propaganda filo-russa sui social-network.
Prigožin ha più volte criticato il ministro della difesa russo Sergej Šojgu e il capo di stato maggiore Valerij Gerasimov, accusandoli di corruzione e incompetenza nella gestione delle forze russe durante l'invasione dell'Ucraina. Il 23 giugno 2023 ha guidato una ribellione contro le forze armate russe, conquistando la città di Rostov sul Don e marciando verso Mosca. La ribellione termina il giorno successivo, quando Prigožin accetta di deporre le armi e andare in esilio in Bielorussia. Due mesi dopo, il 23 agosto, muore in un incidente aereo avvenuto nell'oblast' di Tver' durante un volo fra Mosca e San Pietroburgo. Tuttavia, alcune organizzazioni hanno messo in dubbio la sua morte, tra cui il Servizio segreto militare ucraino (HUR), che ha invece confermato la morte degli altri passeggeri.

## Biografia
Nato a Leningrado nel 1961. Si è diplomato in un collegio di atletica leggera nel 1977 e ha praticato sci di fondo.
Suo padre e il suo patrigno erano di discendenza ebraico-russa, mentre sua madre è di discendenza etnica russa. Il 29 novembre 1979 è stato condannato a una pena sospesa per furto. Nel 1981 è stato condannato a dodici anni di reclusione per rapina, frode e coinvolgimento di adolescenti nella prostituzione, per poi scontarne nove.

### Vita privata

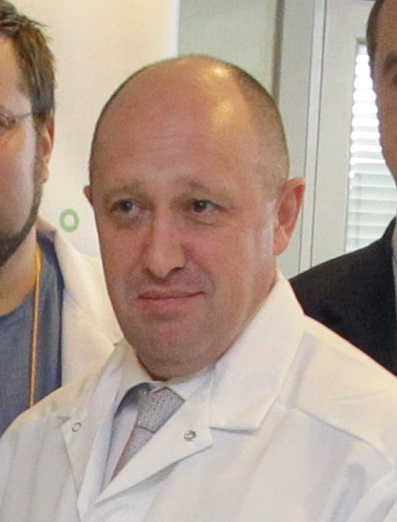
Prigožin nel 2010

Prigožin è stato sposato con la farmacista Ljubov' Valentinovna Prigožina, proprietaria di una rete di boutique nota come Muzej šokolada a San Pietroburgo. Nel 2012 ha inaugurato il Crystal Spa & Lounge situato lungo la via Žukovskij. Possiede inoltre un centro benessere nella regione di Leningrado e un boutique hotel chiamato Crystal Spa & Residence, ed è proprietaria della New Technologies SPA a Sestroretsk, nel Kurortnyj rajon.
La coppia ha avuto due figlie, Polina e Veronika, e un figlio, Pavel.

### Incidente aereo di Tver'
Il 23 agosto 2023 l'agenzia di stampa russa TASS e altri organi di stampa diffondono la notizia che Prigožin sarebbe uno dei dieci passeggeri deceduti nello schianto di uno dei suoi due aerei privati (un Embraer Legacy 600), avvenuto nei pressi della località di Kuženkino, nella regione di Tver'. Il velivolo era partito dall'aeroporto di Mosca-Šeremet'evo ed era diretto a San Pietroburgo. Insieme a lui viaggiavano altri membri del Gruppo Wagner, tra cui il suo braccio destro, Dmitrij Utkin, anch'egli perito nel disastro. La sua morte è stata confermata dalle autorità russe quattro giorni dopo lo schianto dall'analisi del DNA dei resti ritrovati. Il funerale si è tenuto il 29 agosto in forma privata nel cimitero di Porochovskoe a San Pietroburgo, dove è stata tumulata la salma.

## Attività

### Casinò, ristoranti e servizio catering

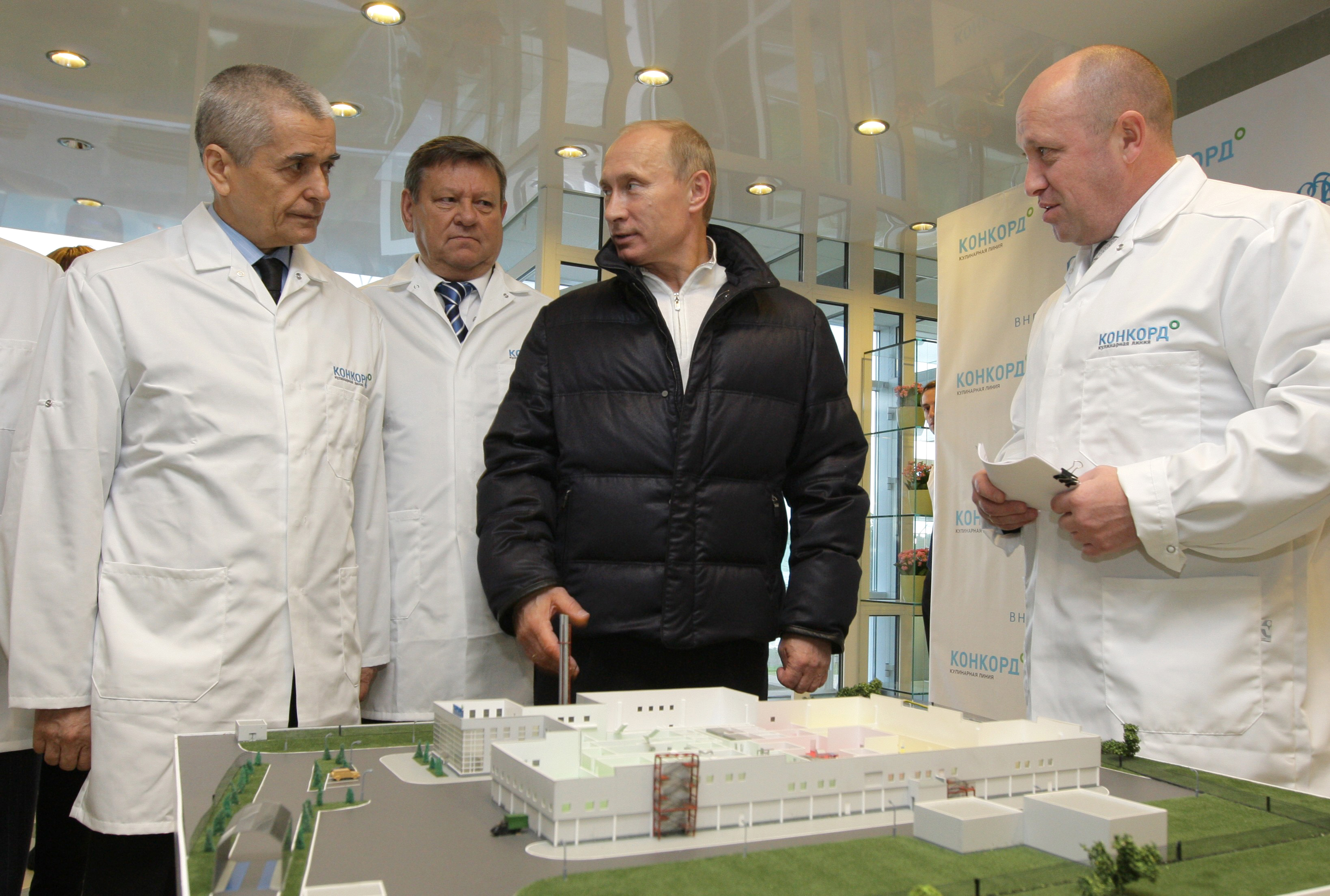
Visita di Vladimir Putin, al centro della fotografia, nell'azienda Concord Catering di Prigožin, a destra nella foto

Dopo il suo rilascio nel 1990, in seguito ad una condanna per rapina, frode e sfruttamento della prostituzione nel 1981, lui e il suo patrigno hanno creato una catena di vendita di hot dog. In seguito, assieme al suo vecchio compagno di collegio Boris Spektor, è diventato manager della prima catena di negozi di alimentari di San Pietroburgo, e assieme a Igor' Gorbenko ha fondato i primi casinò della città tramite la Spectrum CJSC (in russo ЗАО «Спектр»?). Hanno inoltre fondato la Viking CJSC (in russo ЗАО «Викинг»?).
Nel 1995, quando i ricavi iniziarono a diminuire, Prigožin convinse un direttore della Contrast di nome Kirill Ziminov ad aprire un ristorante con lui, inaugurando la Staraja Tamožnja (in russo: Старая Таможня) a San Pietroburgo. Nel 1997, ispirati dai ristoranti sul lungofiume della Senna a Parigi, Prigožin e Ziminov investirono 400000 $ per ristrutturare una barca arrugginita sul fiume Vjatka e inaugurarono il ristorante galleggiante chiamato New Island, che è diventato uno dei punti di ristoro più alla moda di San Pietroburgo.
Nel 2001 Prigožin servì personalmente cibo a Vladimir Putin e al presidente francese Jacques Chirac e nel 2002 ospitò il presidente degli Stati Uniti George W. Bush. Nel 2003 aveva lasciato i suoi soci in affari, stabilito i suoi ristoranti indipendenti ed era diventato un confidente di Putin, apparentemente libero di impegnarsi in attività illecite senza timore di essere perseguito.
La sua azienda Concord Catering ha ottenuto centinaia di milioni di contratti governativi per le mense scolastiche e per i dipendenti del governo. Nel 2012 ha ottenuto un contratto per la fornitura di pasti all'esercito russo per un valore di 1,2 miliardi di dollari in un anno. Si presume che alcuni dei profitti di questo contratto siano stati utilizzati per avviare e finanziare l'Internet Research Agency.
La Fondazione Anti-corruzione ha accusato Prigožin di pratiche commerciali corrotte, stimando che la sua ricchezza illegale valesse più di un miliardo di rubli. Il fondatore Aleksej Naval'nyj ha affermato che Prigožin era legato a una società chiamata Moskovskij Školnik che aveva fornito cibo di scarsa qualità alle scuole di Mosca, causando un'epidemia di dissenteria.
L'11 dicembre 2019, festa nazionale degli Eroi della madrepatria in Russia, Msk LLC (in russo ООО "Мск"?), che ha lo stesso numero di telefono di Concord Catering, ha ricevuto 4,1 milioni di rubli per servire un banchetto al Cremlino. L'anno precedente la stessa azienda era stata pagata solo 2,5 milioni di rubli dall'amministrazione presidenziale per lo stesso identico banchetto.

### Internet Research Agency
Si presume che Prigožin abbia finanziato e diretto una rete di società, tra cui Internet Research Agency, Concord Management and Consulting Company e un'altra società collegata, accusate di aver fabbricato troll su internet e di aver tentato di influenzare le elezioni presidenziali statunitensi del 2016 e altri eventi politici al di fuori della Russia.
Il giornalista russo Andrej Sošnikov ha riferito che Aleksej Soskovec, che aveva partecipato alla comunità politica giovanile russa, era direttamente collegato agli uffici di Internet Research a Olgino, quartiere di San Pietroburgo. La sua compagnia, la North-Western Service Agency, aveva vinto 17 o 18 (secondo diverse fonti) contratti per l'organizzazione di celebrazioni, forum e competizioni sportive per le autorità di San Pietroburgo. L'agenzia era stata l'unica partecipante a metà di quelle offerte. Nell'estate del 2013 l'agenzia si era aggiudicata una gara per la fornitura di servizi di trasporto merci per i partecipanti al campo Seliger.
Le campagne contro l'opposizione nel 2013 hanno coinvolto Dmitrij Bykov e l'allora capo della RIA Novosti Svetlana Mironjuk, mentre una homepage che dichiarava di combattere le fake news (Gazeta o Gazetach) era stata utilizzata per diffonderle.

### Gruppo Wagner
Prigožin è collegato a un gruppo mercenario noto come Gruppo Wagner che è stato coinvolto in varie azioni come appaltatore militare privato. Il 7 febbraio 2018 il gruppo ha attaccato le forze curde appoggiate dagli Stati Uniti in Siria nel tentativo di conquistare un giacimento petrolifero, subendo dozzine di vittime a causa del contrattacco aereo da parte degli Stati Uniti.
Il Washington Post ha riferito che Prigožin era in stretto contatto con funzionari militari russi e siriani prima dell'azione del 7 febbraio. I collegamenti tra Prigožin e Wagner sono stati oggetto di copertura mediatica in Russia e negli Stati Uniti. Il Gruppo Wagner è guidato da Dmitrij Utkin, un tempo capo della sicurezza di Prigožin e presente nella lista dei dirigenti della Concord Management. Dal 2011 la madre di Prigožin, Violetta Prigožina, è proprietaria di tale compagnia. Concord e Prigožin hanno negato qualsiasi collegamento con il Gruppo Wagner, tuttavia nel novembre 2016 la società ha confermato ai media russi che lo stesso Dmitrji Utkin a capo del gruppo Wagner era ora responsabile delle attività alimentari di Prigožin. È stato anche riferito che il gruppo combatte nell'Ucraina orientale con forze filo-russe.
Il 30 luglio 2018 tre giornalisti russi che lavoravano per un'organizzazione di stampa spesso critica nei confronti del governo russo sono stati assassinati nella Repubblica Centrafricana, dove stavano tentando di indagare sulle attività del Gruppo Wagner in quel paese. Il governo russo aveva avviato una collaborazione con il presidente della Repubblica Centrafricana nell'ottobre 2017. Nella sua risposta alle uccisioni, il ministro degli esteri russo ha sottolineato che i giornalisti morti avevano viaggiato senza accreditamento ufficiale.

#### Interessi del Gruppo Wagner in Africa
Durante il 2018, attraverso centinaia di consulenti politici e mercenari del gruppo Wagner, Prigožin ha stabilito numerosi interessi in Africa, in particolare in Madagascar e in Repubblica Centrafricana, insieme ad altri paesi come Repubblica Democratica del Congo, Angola, Senegal, Ruanda, Sudan, Libia, Guinea, Guinea-Bissau, Zimbabwe, Kenya, Camerun, Costa d'Avorio, Mozambico, Nigeria, Ciad, Sudan del Sud e Sudafrica. Pëtr Byčkov è responsabile del coordinamento dell'espansione in Africa.

##### Repubblica Centrafricana
Nella prefettura sud-occidentale della Repubblica Centrafricana di Lobaye e ad ovest di Bangui, la società associata a Prigožin Lobaye Invest è stata impegnata nell'estrazione di diamanti, oro, e altri minerali a partire dall'inizio del 2018. Dopo aver viaggiato in Russia nell'autunno del 2017 per incontrare Sergej Lavrov a Soči e nel giugno 2018 per incontrare Vladimir Putin a San Pietroburgo, il presidente della Repubblica Centrafricana Faustin-Archange Touadéra ha concesso a 5 consiglieri militari russi e a 170 appaltatori russi di lavorare a partire dal gennaio 2018 vicino a Bobangui a Berengo, l'ex palazzo di Jean-Bedel Bokassa che si trova a 60 chilometri a sud-ovest di Bangui.
Da dicembre 2017 il processo di Kimberley ha consentito l'estrazione di diamanti nel sud-ovest della Repubblica Centrafricana. Sotto l'amministratore delegato Evgenij Chodotov, associato alla sicurezza di Touadéra attraverso la società Sewa Security Service, Lobaye Invest è stata fondata tramite M-Invest da Dmitrji Sytyj ed è una controllata di M-Finance, fondata da Prigožin.
La notte del 31 luglio 2018 i tre giornalisti russi Aleksandr Rastorguev, Orchan Džemal e Kirill Radčenko inviati dal Centro di gestione delle indagini (SDG) sponsorizzato da Michail Chodorkovskij sono stati uccisi a nord di Sibut mentre stavano indagando sulle operazioni di Lobaye Invest e sugli interessi dei russi nell'est della Repubblica centrafricana presso il giacimento d'oro di Ndassima per un film in uscita. Il 15 aprile 2019 Putin ha inviato 30 soldati russi come parte di una missione delle Nazioni Unite nel paese per sostenere gli interessi di Lobaye Invest.

##### Libia
Il 20 marzo 2020 è stato rivelato che Prigožin aveva finanziato Saif al-Islam Gheddafi, figlio del defunto leader libico rovesciato Muʿammar Gheddafi, nel tentativo di vincere le elezioni presidenziali libiche nel 2019.

#### Guerra in Ucraina e rivolta del Gruppo Wagner
Durante l'invasione russa dell'Ucraina iniziata nel 2022 Prigožin assume un ruolo di primo piano sia in ambito militare (tramite l'intervento della Wagner sul fronte della città di Bachmut) che comunicativo: appare molto spesso in video propagandistici, non di rado offrendo interpretazioni personali e raccontando la realtà dell'invasione in maniera diversa dai canali filogovernativi russi allineati con la propaganda di regime, entrando così in rotta di collisione con varie personalità di governo e militari. Alla fine di maggio 2023, in un clima di estrema tensione con i vertici militari russi, Prigožin annuncia la presa della città di Bachmut, ormai disabitata e ridotta a un cumulo di rovine; ai primi di giugno annuncia l'abbandono della città da parte delle sue milizie e il passaggio di consegne con le forze armate regolari russe.
Il 23 giugno 2023, Prigožin effettua una rivolta contro il ministro della difesa russo accusandolo di aver mentito riguardo ad una controffensiva ucraina e di aver ordinato dei bombardamenti aerei che hanno ucciso molti mercenari Wagner impegnati nel conflitto. Il giorno seguente Prigožin dà inizio ad una marcia verso Mosca, ritenuta un tradimento dal presidente della Federazione Russa Putin, come protesta contro le decisioni militari prese da Šojgu e Gerasimov, per poi interrompere l'azione il giorno stesso a seguito di una mediazione attuata dal presidente della Bielorussia Lukašėnka.
Al 2023, secondo indagini sociologiche russe sulle elezioni presidenziali del 2024, Prigožin, insieme ad Aleksej Naval'nyj, era considerato il candidato più favorito come concorrente del presidente Putin.

### Sanzioni e accuse statunitensi

#### Sanzioni del Dipartimento del Tesoro degli Stati Uniti
Il 20 dicembre 2016 il Dipartimento del Tesoro degli Stati Uniti ha sanzionato Prigožin per aver fornito supporto ad alti funzionari della Federazione Russa.
Nel giugno 2017 sono state imposte sanzioni statunitensi a una delle società di Prigožin, la Concord Management and Consulting, in connessione con la guerra del Donbass.
Il 28 gennaio 2018 il Dipartimento del Tesoro degli Stati Uniti ha inoltre sanzionato la società russa Evro Polis, che aveva stipulato un contratto con il governo della Siria per proteggere i giacimenti petroliferi siriani in cambio di una quota del 25% nella produzione di petrolio e gas dai giacimenti, sempre controllata da Prigožin. Le sanzioni richiedono che qualsiasi proprietà o interesse in proprietà delle persone designate in possesso o controllo di persone statunitensi o all'interno degli Stati Uniti debba essere bloccato. Inoltre, le transazioni da parte di soggetti statunitensi che coinvolgono queste persone (comprese le società) sono generalmente vietate.
Nel settembre 2019, altre tre società di Prigožin (Autolex Transport, Beratex Group e Linburg Industries) sono state sanzionate in relazione all'interferenza russa nelle elezioni statunitensi del 2016.

#### Accuse penali statunitensi
Il 16 febbraio 2018 Prigožin, l'Internet Research Agency, Concord Management, un'altra società collegata e altri individui russi collegati sono stati incriminati da un grand jury statunitense per finanziamento e organizzazione di operazioni allo scopo di interferire con i processi politici ed elettorali degli Stati Uniti, comprese le elezioni presidenziali del 2016 e altri crimini tra cui il furto di identità.